# Caccobius globaticeps
Caccobius globaticeps är en skalbaggsart som beskrevs av D'orbigny 1905. Caccobius globaticeps ingår i släktet Caccobius och familjen bladhorningar. Inga underarter finns listade.